# Бучкин, Дмитрий Петрович
Дмитрий Петрович Бучкин (23 июля 1927, Ленинград — 7 декабря 2024, Санкт-Петербург) — советский художник, живописец, график, член Санкт-Петербургского Союза художников (до 1992 года — Ленинградской организации Союза художников РСФСР).

## Биография
Дмитрий Петрович родился 23 июня 1927 года в Ленинграде. Сын художника и педагога Петра Дмитриевича Бучкина. Занимался в ленинградской Средней Художественной школе.
В 1937 году в связи с арестом отца по 58-й статье вместе с родителями был отправлен в Тюмень. В 1938 году вернулся в Ленинград.
Вместе с семьёй пережил блокаду Ленинграда, вёл графический дневник пережитых событий.
В 1947 году поступил в ленинградское Высшее художественно-промышленное училище имени В. И. Мухиной. Занимался живописью и рисунком у отца Петра Бучкина, а также у Александра Любимова, Константина Белокурова, Ивана Степашкина. В 1952 году окончил Высшее художественно-промышленное училище имени В. И. Мухиной, защитив дипломную работу — эскиз панно для ЛВХПУ на тему «Урожай» (руководители Р. Френц, К. Иогансен).
Участник выставок с 1950 года. Писал жанровые картины, портреты, пейзажи, натюрморты. Неоднократно работал на творческой базе ленинградских художников в Старой Ладоге. Член Санкт-Петербургского Союза художников. Действительный член Петровской Академии наук и искусств. Персональные выставки в 1965 (Углич), 1984 (Ленинград, ЛОСХ), 1985 (Пушкинский заповедник), 1991, 1993 и 1995 (Петербург) годах.
Среди произведений, созданных художником, картины «Весна», «Крымский этюд» (обе 1956), «На Марсовом поле», «Пушкинские горы» (обе 1957), «Весна» (1958), «Лето» (1959), «В новой квартире» (1962), «Стройка приближается», «Ланское шоссе», «Изборск», «Рыбачьи баркасы» (все 1964), «Натюрморт», «Псков», «Изборск» (все 1968), «Остался один» (1970), «На посту», «Портрет художника П. Д. Бучкина», «На взморье», «Окно моей мастерской» (все 1971), «Строить новые города» (1974), «Рядовые Октября», «Моросит», «Начало лета» (все 1977), «Брошенный дом», «Песочная набережная» (обе 1978), «Портрет С. С. Гейченко» (1984), «Память» (1995) и другие.
Помимо живописи и графики, занимался политическим и рекламным плакатом. Автор плакатов: «Цирк. Людмила Канагина» (1962), «Только по денежно-вещевой лотерее можно выиграть» (1966), «Ленин. 100» (1969), «Денежно-вещевая лотерея» (1960-е), «Помни! От попойки близко до больничной койки» (1960-е).
В 1989—1992 годах работы Д. П. Бучкина были представлены на выставках и аукционах русской живописи L' Ecole de Leningrad во Франции.
Произведения Д.П. Бучкина находятся в музеях и частных собраниях в России, Финляндии, Швеции, Швейцарии, КНР, Японии, Франции и других странах.
Умер 7 декабря 2024 года в возрасте 97 лет.

## Семья
Жена (1963—1965) — Александра Семёновна Завьялова (1936—2016), советская и российская актриса театра и кино.
- Дочь — Татьяна Дмитриевна (род. 1963), художник-дизайнер.
- Внучка — Дарина Александрова
- Внук — Дмитрий Александров
- Приёмный сын — Пётр (род. 1976), усыновлён Д.П. Бучкиным.

## Выставки
- 1956 год (Ленинград): Осенняя выставка произведений ленинградских художников 1956 года.
- 1957 год (Ленинград): 1917—1957. Юбилейная выставка произведений ленинградских художников, посвящённая 40-летию Великой Октябрьской социалистической революции.
- 1958 год (Ленинград): Осенняя выставка произведений ленинградских художников 1958 года.
- 1960 год (Ленинград): Выставка произведений ленинградских художников 1960 года в Государственном Русском музее.
- 1962 год (Ленинград): Осенняя выставка произведений ленинградских художников 1962 года.
- 1964 год (Ленинград): Ленинград. Зональная выставка произведений ленинградских художников 1964 года.
- 1965 год (Ленинград): Весенняя выставка произведений ленинградских художников 1965 года.
- 1968 год (Ленинград): Осенняя выставка произведений ленинградских художников 1968 года.
- 1970 год (Ленинград): Выставка произведений ленинградских художников, посвящённая 25-летию победы над фашистской Германией.
- 1971 год (Ленинград): Весенняя выставка произведений ленинградских художников 1971 года.
- 1971 год (Ленинград): Наш современник. Каталог выставки произведений ленинградских художников 1971 года.
- 1971 год (Ленинград): Осенняя выставка произведений ленинградских художников 1971 года.
- 1975 год (Ленинград): Наш современник. Зональная выставка произведений ленинградских художников 1975 года.
- 1976 год (Москва): Изобразительное искусство Ленинграда. Ретроспективная выставка произведений ленинградских художников.
- 1977 год (Ленинград): Выставка произведений ленинградских художников 1977 года, посвящённая 60-летию Великого Октября.
- 1978 год (Ленинград): Осенняя выставка произведений ленинградских художников 1978 года.
- 1980 год (Ленинград): Зональная выставка произведений ленинградских художников 1980 года.
- 1984 год (Ленинград): Подвигу Ленинграда посвящается. Выставка произведений ленинградских художников, посвящённая 40-летию полного освобождения Ленинграда от вражеской блокады.
- Февраль 1991 года (Париж): Выставка «Русские художники».
- Март 1992 года (Париж): Выставка «Санкт-Петербургская школа».
- 1997 год (Санкт-Петербург): Выставка «Связь времён. 1932—1997. Художники — члены Санкт-Петербургского Союза художников России. К 65-летию Санкт-Петербургского Союза художников» в ЦВЗ «Манеж».
- 1998 год (Санкт-Петербург): Выставка произведений художников — ветеранов Великой Отечественной войны.